# Araquem de Melo
Araquem de Melo (Rio de Janeiro, 7 juli 1944 - Caracas, 17 oktober 2001) was een Braziliaans voetballer. 
Nadat hij de jeugdopleiding in zijn thuisstad volgde bij gerenommeerde club Vasco da Gama ging hij in 1964 als onbekende spelen voor Danubio uit de Uruguayaanse hoofdstad Montevideo. Daar won hij met zijn briljante techniek en spectaculaire doelpunten de sympathie van de fans. In 1966 werd hij topschutter van de competitie. In 1967 verkaste hij naar het Argentijnse Huracán. In 1972 trok hij als eerste Braziliaans naar de Griekse topclub Panathinaikos, de regerende landskampioen en in 1971 nog finalist in de Europacup I. Samen met  Juan Ramón Verón en Antonis Antoniadis vormde hij een befaamd aanvallerstrio, echter konden ze geen nieuwe titel winnen. Hij beëindigde zijn carrière bij Atromitos. 
Na zijn spelerscarrière stichtte hij in de Venezolaanse hoofdstad Caracas een voetbalschool. In oktober 2001 pleegde hij zelfmoord wegens financiële problemen.